# Ozola minor
Ozola minor är en fjärilsart som beskrevs av Moore 1888. Ozola minor ingår i släktet Ozola och familjen mätare. Inga underarter finns listade i Catalogue of Life.